# Pseudattulus
Pseudattulus  (лат.) — род аранеоморфных пауков из подсемейства Amycinae в семействе пауков-скакунов (Salticidae). Оба вида этого рода распространены в странах северной части Южной Америки

## Этимология
Название рода скомбинировано из приставки др.-греч. pseudo — схожий, и плюс название рода других пауков-скакунов Attulus.

## Виды
- Pseudattulus beieri Caporiacco, 1955 — Венесуэла
- Pseudattulus kratochvili Caporiacco, 1947 — Гвиана typus